# The Real McKenzies
The Real McKenzies és un grup canadenc de música folk punk fundat l'any 1992 a Vancouver. És un dels grups pioners del moviment musical celtic punk, tot i que sigui 10 anys després de The Pogues.
A més de compondre i tocar música original, The Real McKenzies interpreta cançons escoceses tradicionals, donant-lis un nou so influït pel punk. Han compartit escenari amb moltes altres bandes com ara Shane MacGowan, NOFX, Flogging Molly, The Misfits, Metallica o Voodoo Glow Skulls.

## Història

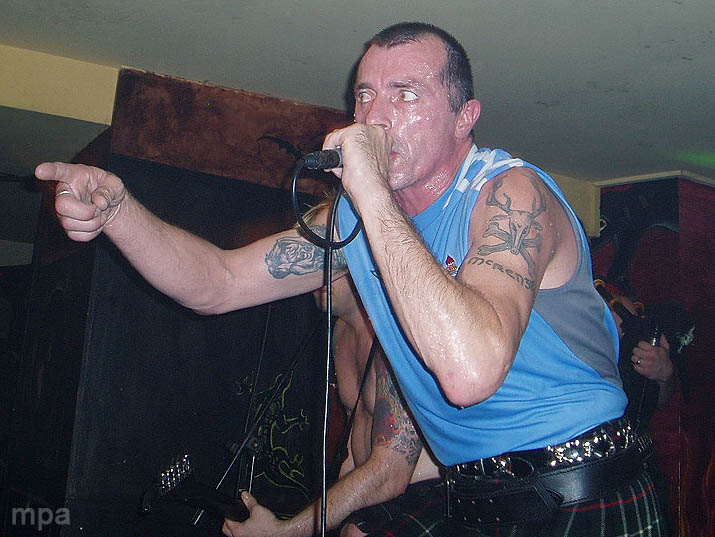
Paul McKenzie amb la samarreta del Celta en un concert a Vigo el 2005

El cantant Paul McKenzie és l'únic membre del grup que roman des del principi. McKenzie afirma que fins a 100 músics diferents han actuat com a membres de la banda. Cal destacar-ne el gaiter Alan «Raven» MacLeod, del grup escocès The Tannahill Weavers i de Bourne and MacLeod.

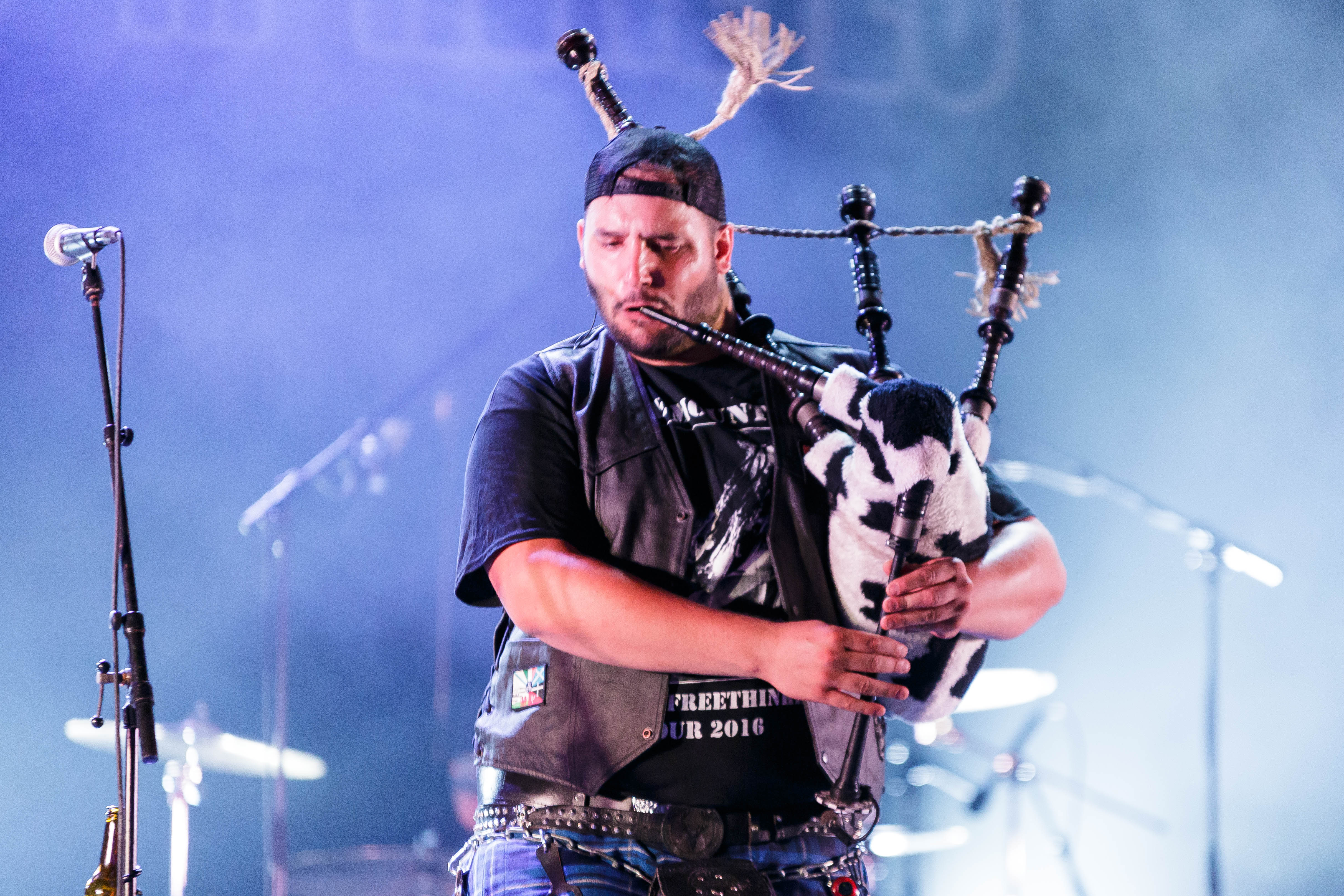
Luis Cao «Aspy»

Mckenzie va declarar l'any 2014 que havia «acomiadat tots els estatunidencs» del grup i retornat a la formació plenament canadenca. Malgrat aquella afirmació, el gaiter Luisón «Aspy» és de Cambre, Galícia.
Una biografia del grup, escrita per l'historiador Chris Walter i titulada Under the Kilt: The Real McKenzies Exposed, fou publicada l'any 2015.
Els anys 1990, la música de The Real McKenzies va ser utilitzada per AB InBev per a promocionar la cervesa Kokanee.
La cançó «Tae the Battle» aparegué el 2008 en la pel·lícula Stone of Destiny. La seva cançó «Wild Cattieyote» va aparèixer el 2004 a la pel·lícula Vampirs vs. Zombis (també titulada Carmilla the Lesbian Vampir). La seva versió de Turbonegro «Sailor Man» aparegué el 2003 al videojoc Tony Hawk's Underground i al vídeo de skate Elementality Vol. 1. Cada any, la versió de The Real McKenzies d'«Auld Lang Syne» s'utilitza en el compte enrere del programa de ràdio Hollywood Babble-On, de Kevin Smith i Ralph Garman, la vigília de cap d'any.

## Discografia
- Real McKenzies, 1995
- Clash of the Tartans, 1998
- Fat Club 7", 2000
- Loch'd and Loaded, 2001
- Pissed Tae Th' Gills, 2002
- Oot & Aboot, 2003
- 10,000 Shots, 2005[10]
- Off the Leash, 2008
- Shine Not Burn, 2010
- Westwinds, 2012
- Rats in the Burlap, 2015
- Two Devils Will Talk, 2017
- Beer and Loathing, 2020
- Songs of the Highlands, Songs of the Sea, 2022[11]

### Filmografia
- Pissed Tae Th' Gills, 2002

### Compilacions
- Short Music for Short People, 1999
- Alpha Motherfuckers - A Tribute To Turbonegro, 2001
- Agropop Now, 2003
- Floyd:..And Out Come The Teeth, 2001
- Shot Spots - Trooper Tribute, 2003
- Live From Europe, Deconstruction Tour, 2003 (DVD)

## Imatges

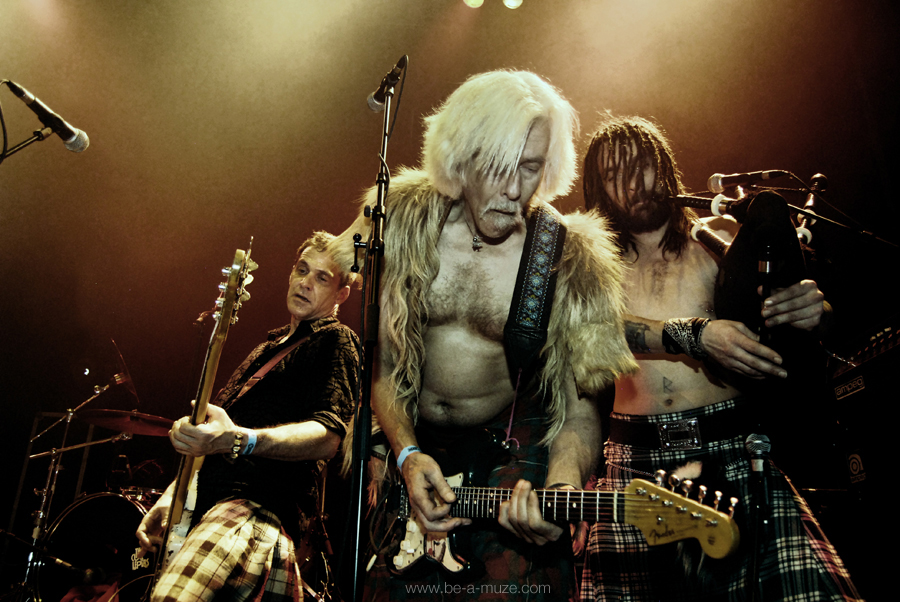
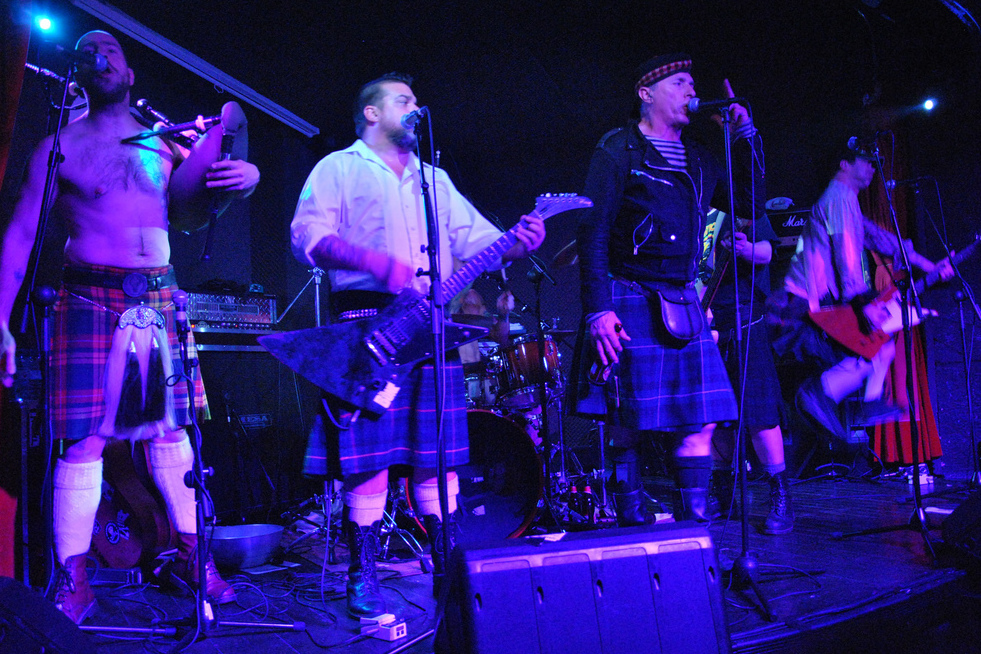
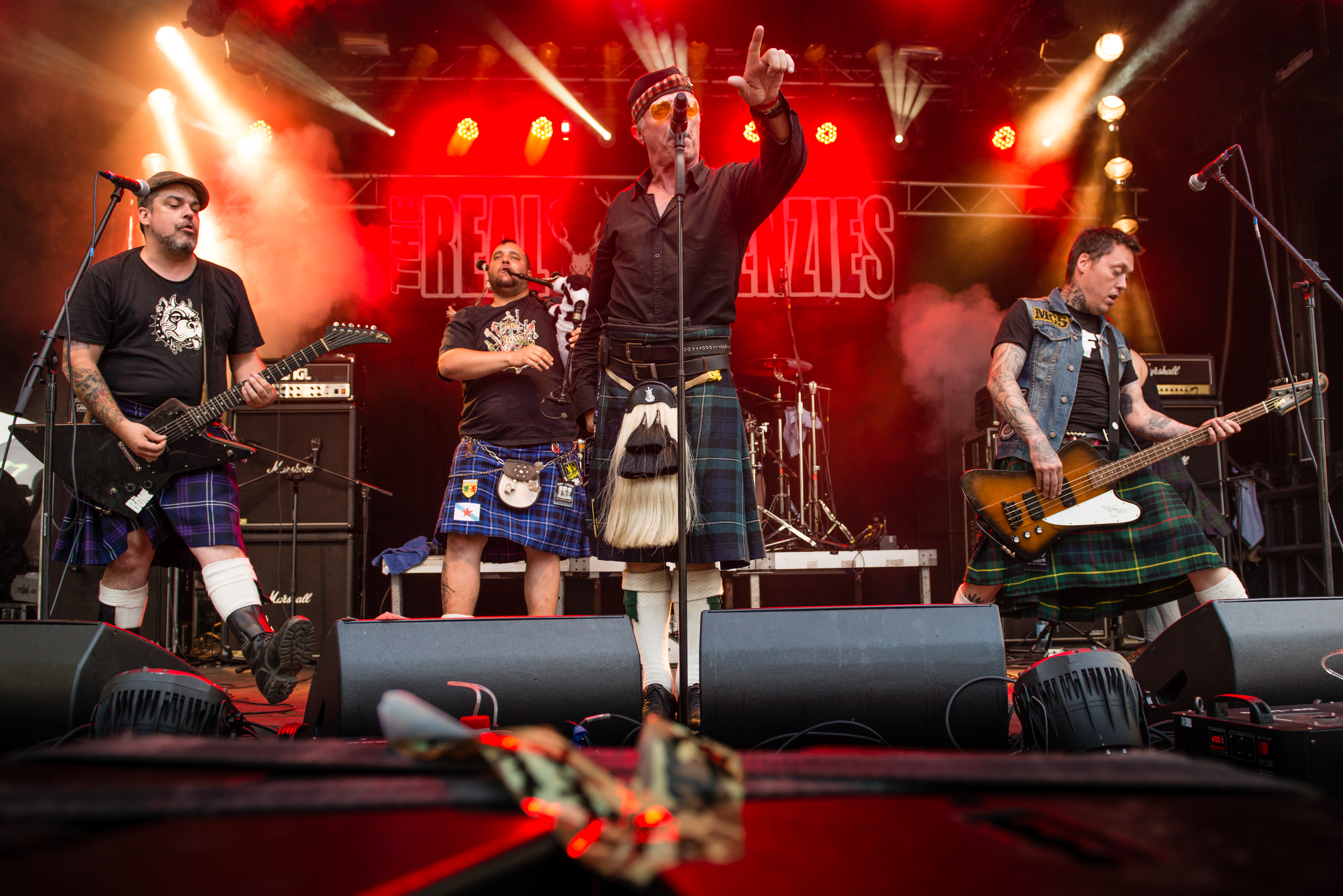
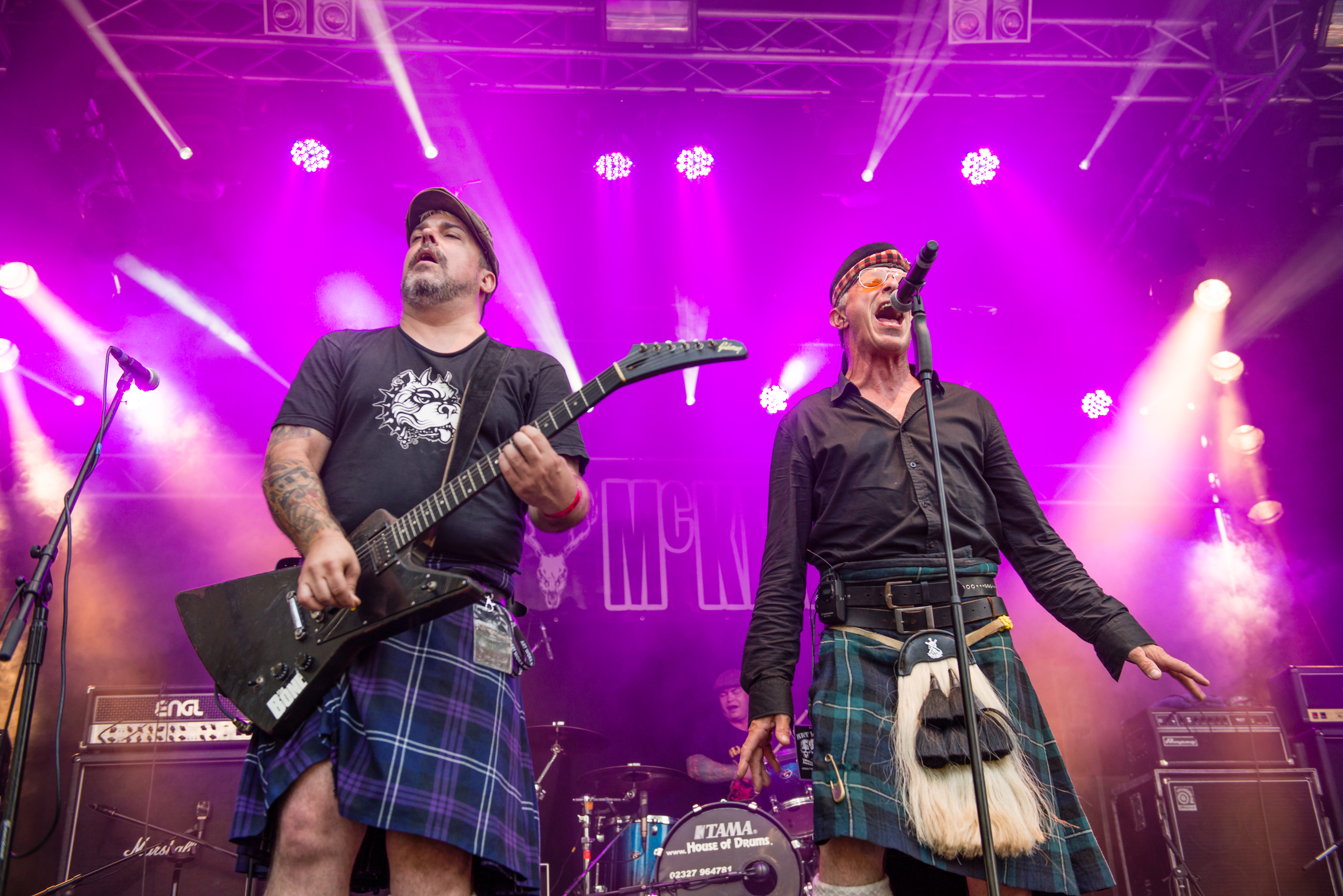

### Videoclips
- "Mainland" (1998)
- "Drink Some More" (2008)
- "Chip" (Live) (2008)
- "The Maple Trees Remember" (2009)
- "Culling the Herd" (2011)
- "My Luck Is So Bad" (2012)
- "Catch Me" (2015)
- "Stephen's Green" (2015)
- "Due West" (2017)
- "Seafarers" (2017)
- "One Day" (2018)